# Валдино
Ва́лдино, ранее также Ва́лдина (эст. Valdina) — деревня в Печорском районе Псковской области России. Входит в состав сельского поселения «Круппская волость».
Расположена на севере района, в 3 км к югу от волостного центра, деревни Крупп. В 0,3 км (300 — 400 м) к западу от деревни проходит граница РФ с Эстонией.
Относится к нулку Саатсеринна исторической области Сетумаа.

## Население
По состоянию на конец 2000 года постоянных жителей в деревне не было зафиксировано.
| 2001 | 2002 | 2010 |
| ---- | ---- | ---- |
| 0    | →0   | →0   |